# Uki
Uki (宇城市 Uki-shi?) es una ciudad en la prefectura de Kumamoto, Japón, localizada en la parte suroeste de la isla de Kyūshū. El 1 de marzo de 2021 tenía una población estimada de 57 096 habitantes y una densidad de población de 303 personas por km².

## Geografía
Uki se encuentra en el centro-oeste de la prefectura de Kumamoto, unos 15 km al sur del centro de Kumamoto. La parte occidental del municipio se extiende sobre la punta sur de la península de Uto (宇土半島 Uto-hantō?) en la costa norte del mar de Yatsushiro y el sur del mar de Ariake, así como a la isla de Tobasejima.

## Historia
La ciudad moderna de Uki fue establecida el 15 de enero de 2005, como resultado de la fusión entre los pueblos de Misumi y Shiranuhi (del distrito de Uto) y Matsubase, Ogawa y Toyono (del distrito de Shimomashiki).

## Demografía
Según los datos del censo japonés, la población de Uki sa ha mantenido estable en los últimos 50 años, con un ligero descenso desde la década de 2000.
| Gráfica de evolución demográfica de Uki entre 1950 y 2015 |
|                                                           |
| Oficina de Estadísticas de Japón                          |